# USモントーバン
ユニオン・スポルティヴ・モンタルバネーズ（仏: Union Sportive Montalbanaise）は、フランスのモントーバンに本拠地を置くラグビーユニオンクラブである。スタジアムはスタッド・サピアック。プロD2（2部）に所属。通称はUSモントーバン（US Montauban）。

## 歴史
1903年創設。
2009-10シーズントップ14でプレーしたのを最後に、トップディビジョンから遠ざかっていたが2025年6月7日、プロD2・2024-25プレーオフ決勝を制して、16年ぶりのトップ14昇格を決めた。

## タイトル

### 国内タイトル
- フランス選手権（現・トップ14）
  - 優勝 1回（1967）
- フランス選手権プロD2（2部リーグ）
  - 優勝 3回（2001, 2006, 2025）

## スコッド
- チュウェ・ウアニビ(ナミビア代表)
- ミリアン・ブルドゥリ
- トマス・レサナ(アルゼンチン代表)
- フレッド・ケルシー(スペイン代表)

## 歴代所属選手
- ポール・グラウ
- ビリモニ・デラサウ(フィジー代表)
- ゴティエ・ギブアン(スペイン代表)
- ヴンガ・リロ(トンガ代表)
- ディラン・セイジ(7人制南アフリカ代表)
- ニコラ・マタワル(フィジー代表)
- ヘルマン・ケスレル(ウルグアイ代表)
- アンソニー・アウヴェス(ポルトガル代表)
- テド・アブジャンダゼ(ジョージア代表)
- オタル・ギオルガゼ(ジョージア代表)
- ナエアタルイ